# 大阪電気軌道デボ51形電車
大阪電気軌道デボ51形電車（おおさかでんききどうデボ51がたでんしゃ）は、近畿日本鉄道（近鉄）の前身にあたる大阪電気軌道（大軌）が1918年（大正7年）に製造した車両。
51 - 55の5両が梅鉢鉄工所で造られた。畝傍線（現・橿原線）西大寺駅 - 郡山駅間の開業に備えて製造されたといわれる。
デボ1形と同様、前面を半円筒形状とし、5枚の窓を円周上に配置する形態の木造車体であるが、車体長は12mでデボ1形よりやや小型である。窓配置はD5D5D（D:客用扉）で、扉は登場時は2扉であったが、1933年に中扉が増設され3扉になった。増設後扉はデボ1形と同様の片側3か所配置になったが、扉間の窓はデボ1形より1枚ずつ少なくなっている。屋根上の水雷形通風器の数は屋根の両側面の両端部に2基ずつとなっている。このほか、正面・側面の窓は上部に丸みがないのもデボ1形との相違点となっている。
主電動機は105馬力(78.33kW)のゼネラル・エレクトリック(GE)社製GE-240A形で、デボ1形と同じく2基搭載で、出力は下げられている。台車はボールドウィン製で、デボ1形の台車に比べホイールベースの短いBW-72-18Kが採用された。
1949年、5両とも廃車となり、名目上モ600形628 - 632として鋼体化された。廃車後52は信貴生駒電鉄（現・近鉄生駒線）へ譲渡され、同社のデハ11号となり、近鉄からのモ200形借入れ車と共用されていたが、1958年に廃車された。